# Charles-Léon de Bouthillier-Chavigny
Pour l’article homonyme, voir Bouthillier.

Charles-Léon, marquis de Bouthillier-Chavigny de Beaujeu, né le 21 juin 1743 à Paris, mort le 18 décembre 1818 au château de Filières (Seine-Inférieure), est un général et homme politique français.
Il appartient à une vieille famille noble du Berry, et descend du ministre Léon Bouthillier. Il est le fils de Louis Léon Le Bouthillier de Chavigny comte de Beaujeu (+ 1760 à Genève à 60 ans) et d'Elisabeth Marie Dupuis, elle-même fille du président Dupuis. Il suit la carrière des armes, et devient colonel commandant du régiment de Picardie, maréchal de camp et commandeur de Saint-Louis.

## Biographie
Il entre en service le 1er octobre 1758, dans la compagnie des chevau-légers de la Garde, il devient cornette dans le régiment d'Espinchal cavalerie le 7 avril 1761, lieutenant au régiment du Roi en mai 1762, et capitaine au même régiment en octobre 1771.
Il est nommé colonel provincial du régiment de Laon le 20 mai 1774, il est réformé la même année et attaché à la suite de la garnison de Lille en 1775. En 1776, il devient colonel en second du régiment de Béarn-infanterie, et il est fait chevalier de Saint-Louis en 1777. Le 11 novembre 1782, il est nommé colonel commandant le régiment Royal-infanterie, et le 31 janvier 1785, il prend le commandement du régiment de Picardie. 
En décembre 1788, il passe adjoint au conseil de la Guerre. 
Le 27 mars 1789, il est élu député de la noblesse aux États généraux par le bailliage du Berry. Imbu des idées de l'Ancien Régime et hostile aux innovations, il s'oppose à la réunion des trois ordres, et combat la confiscation des biens du clergé. Il fait partie du comité militaire et du comité ecclésiastique, présente un projet d'organisation de l'armée et de la garde nationale, fait adopter la séparation du génie et de l'artillerie, et établir « la masse » dans la comptabilité militaire. 
Le 20 mai 1790, il est promu maréchal de camp, et en mai 1791, il est employé dans la 17e division militaire. Après le retour de Varennes, il prête serment aux décrets de l'Assemblée, sous la réserve expresse de la sanction royale, mais ce fut la seule concession qu'il fait à la majorité, car découragé par les événements qui suivent, il émigre le 4 octobre 1791. Il se rend à Coblentz auprès des princes français, et il est employé sous les ordres du comte de Broglie, à la rédaction des règlements militaires pour l'armée des princes. Le 1er juin 1792, il est nommé major général dans l'armée de Condé, jusqu'à son licenciement le 31 mars 1801. 
De retour en France, il vit dans la retraite jusqu'au retour des Bourbons. Le 13 août 1814, Louis XVIII l'élève au grade de Lieutenant-général, et il le fait commandeur de l'Ordre de Saint-Louis le 1er janvier 1815. En juillet 1817, il devient commandeur de l'Ordre du Phénix de Hohenlohe.
Il meurt le 18 décembre 1818, au château de Filières en Seine-Inférieure.

## Famille
Il épouse le 12/5/1772, à Paris, Elisabeth Marie Marchal de Saincy, de cette union naissent sept enfants.
- Elizabeth, (12/2/1773 - 20/8/1844), épouse le 20 Mars 1791 Armand Louis de La Pierre de Frémeur, baron d'Empire.
- Constantin-Marie-Louis-Léon de Bouthillier-Chavigny, (16/6/1774 - 5/10/1829), Député de la Seine et Oise.
- Agathe, (9/1/1777 - 5/5/1855), épouse le 10 Mai 1797 Pierre Eudes de Catterville de Mirville, maire de Gommerville.
- Pauline, (14/6/1778 - 7/3/1810), épouse le 19 Avril 1809 Anne Maurice Armand du Bouays, sieur de Bégasière.
- Aimée Jeanne, (3/9/1783 - 3/9/1783).
- Anne Balthazar, (3/9/1783 - 3/9/1783).
- Charles Marie, (11/8/1786 - 20/5/1787).

## Sources
- « Charles-Léon de Bouthillier-Chavigny », dans Adolphe Robert et Gaston Cougny, Dictionnaire des parlementaires français, Edgar Bourloton, 1889-1891 [détail de l’édition]
- Ressource relative à la vie publique :   - Base Sycomore
- Pierre Jullien de Courcelles, Dictionnaire historique et biographique des généraux français : depuis le onzième siècle jusqu'en 1822, Tome 3, l’Auteur, 1821, 494 p. (lire en ligne), p. 159.